# Hemisphaerius nigrolimbatus
Hemisphaerius nigrolimbatus är en insektsart som beskrevs av Melichar 1906. Hemisphaerius nigrolimbatus ingår i släktet Hemisphaerius och familjen sköldstritar. Inga underarter finns listade i Catalogue of Life.